# Bandai Namco Arts
Bandai Namco Arts Inc. (株式会社バンダイナムコアーツ?, Kabushiki gaisha Bandai Namuko Artsu) è un'azienda giapponese nata dalla fusione di Bandai Visual e della sussidiaria Lantis nel febbraio 2018 su decisione della controllante Bandai Namco Holdings. L'azienda raccoglie le attività delle due precedenti società, come la produzione e distribuzione di anime e musica.

## Fondazione
Nel febbraio 2018 Bandai Namco Holdings annunciò che Lantis e la sua società controllante Bandai Visual si sarebbero fuse per dare vita alla Bandai Namco Arts. Ciò è avvenuto il 1º aprile 2018 e la nuova società ha mantenuto le stesse attività delle due aziende precedenti alla fusione, ma con una maggiore integrazione in quanto unica entità.

## Etichette

### Video
- Bandai Visual - Film per bambini, film in Live Action e telefilm
- Emotion - Anime ed effetti speciali

### Musica
- Lantis - Etichetta principale
- Kiramune - Etichetta di doppiatori maschili
- GloryHeaven - Etichetta correlata a Sony Music Marketing